# Espace semi-localement simplement connexe

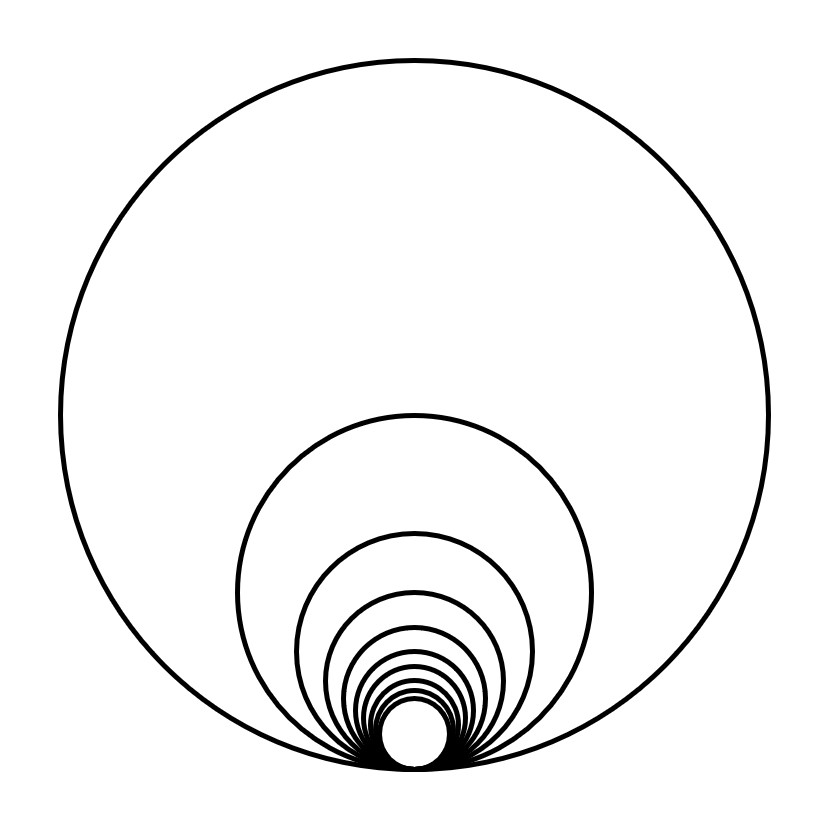
La boucle d'oreille hawaïenne (seuls les dix premiers cercles composant la boucle sont représentés ici) est un exemple d'espace topologique qui n'est pas semi-localement simplement connexe. En effet, tout voisinage du point commun aux cercles contient nécessairement une infinité d'entre eux.

En mathématiques, spécifiquement en topologie algébrique, un espace semi-localement simplement connexe est un espace topologique muni d'une propriété de connexité particulière. Un espace simplement connexe est un espace sans trous ; la connexité simple semi-locale est une propriété plus faible, où l'on souhaite seulement que la taille des trous éventuels soit bornée inférieurement. Cette condition apparaît en particulier dans la théorie des revêtements ; elle est nécessaire par exemple pour que l'espace topologique admette un revêtement simplement connexe ou encore pour établir la correspondance de Galois entre revêtements connexes et sous-groupes du groupe fondamental.
La plupart des espaces usuels tels que les variétés et CW-complexes sont semi-localement simplement connexes, alors que les espaces topologiques qui ne satisfont pas cette condition sont quelque peu pathologiques. L'exemple standard d'espace non semi-localement simplement connexe est la boucle d'oreille hawaïenne.

## Définition
Un espace topologique {\displaystyle X} est dit semi-localement simplement connexe si tout point {\displaystyle x} de {\displaystyle X} admet un voisinage {\displaystyle V} vérifiant la propriété suivante : tout lacet en {\displaystyle x} dans {\displaystyle V} est homotope dans {\displaystyle X} au lacet constant en {\displaystyle x}. Cette définition diffère en deux points de celle de la simple connexité locale. Premièrement, il n'est pas demandé que le voisinage {\displaystyle V} soit simplement connexe. L'homotopie entre un lacet de {\displaystyle V} et le lacet constant a lieu dans {\displaystyle X}. Deuxièmement, on ne demande l'existence que d'un seul tel voisinage, alors que la simple connexité locale requiert l'existence d'une base de voisinages qui soient simplement connexes.
De manière équivalente, un espace topologique {\displaystyle X} est semi-localement simplement connexe lorsque tout point {\displaystyle x} de {\displaystyle X} admet un voisinage {\displaystyle V} tel que le morphisme du groupe fondamental en {\displaystyle x} de {\displaystyle V} vers celui de {\displaystyle X}, induit par l'injection canonique de {\displaystyle V} dans {\displaystyle X}, est trivial.
La plupart des principaux théorèmes concernant les revêtements, parmi lesquels l'existence d'un revêtement universel et la correspondance de Galois, requièrent que l'espace soit connexe, localement connexe par arcs et semi-localement simplement connexe, une condition aussi connue sous le nom de délaçable.

## Exemples et contre-exemples
Tout espace localement contractile est semi-localement simplement connexe.
Tout espace simplement connexe est semi-localement simplement connexe (il suffit de considérer l'espace entier comme voisinage).
La boucle d'oreille hawaïenne est un exemple d'espace topologique non semi-localement simplement connexe. Elle est définie comme la réunion dans {\displaystyle \mathbb {R} ^{2}} des cercles {\displaystyle C_{n}} de centre {\displaystyle (1/n,0)} et de rayon {\displaystyle 1/n} pour chaque entier naturel non nul {\displaystyle n}. Tous ces cercles s'intersectent en le point {\displaystyle (0,0)}. Tout voisinage de ce point contient alors tous les cercles {\displaystyle C_{n}} dès que {\displaystyle n} est assez grand. Chaque cercle délimite un « trou » de l'espace, il y en a donc de taille aussi petite que l'on veut.
Un autre exemple d'espace qui n'est pas semi-localement simplement connexe est le plan réel {\displaystyle \mathbb {R} \times \mathbb {R} } privé de {\displaystyle \mathbb {Q} \times \mathbb {Q} }, c'est-à-dire de tous les points dont les deux coordonnées sont des nombres rationnels. Le groupe fondamental de cet espace est indénombrable.

## Relations entre différentes notions de connexité simple locale

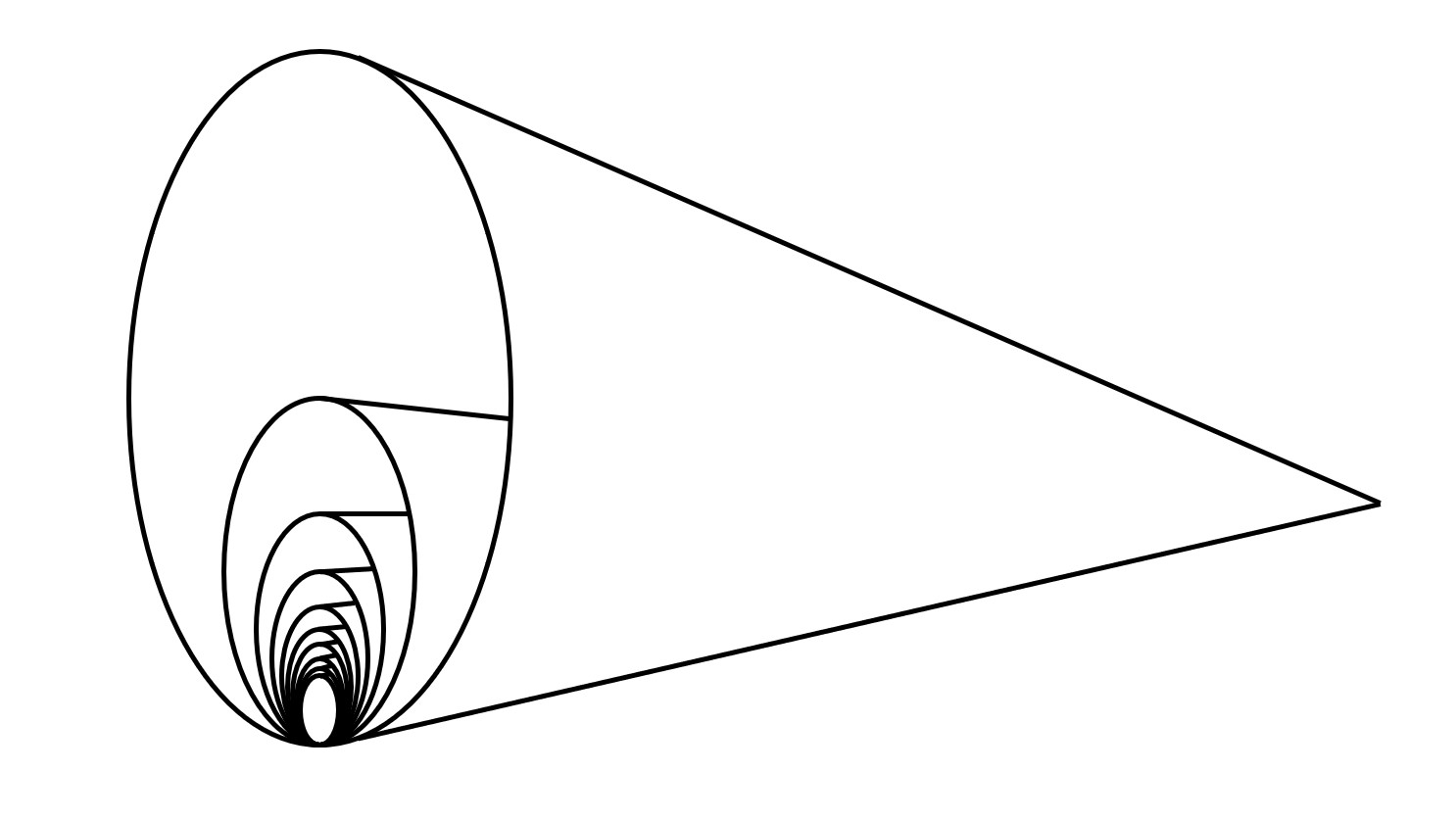
Le cône de la boucle d'oreille hawaïenne vérifie (2) mais pas (1).

Les notions suivantes, qui expriment toutes une propriété de connexité simple locale, sont néanmoins toutes distinctes et ne doivent pas être confondues :
(1) espace topologique localement simplement connexe ;
(2) espace topologique dans lequel tout point admet un voisinage simplement connexe ;
(3) espace topologique semi-localement simplement connexe.

On a seulement les implications suivantes : {\displaystyle (1)\Rightarrow (2)\Rightarrow (3)} (autrement dit, la propriété (1) est la plus forte). Les réciproques sont fausses. En effet, il est possible de construire des contre-exemples.

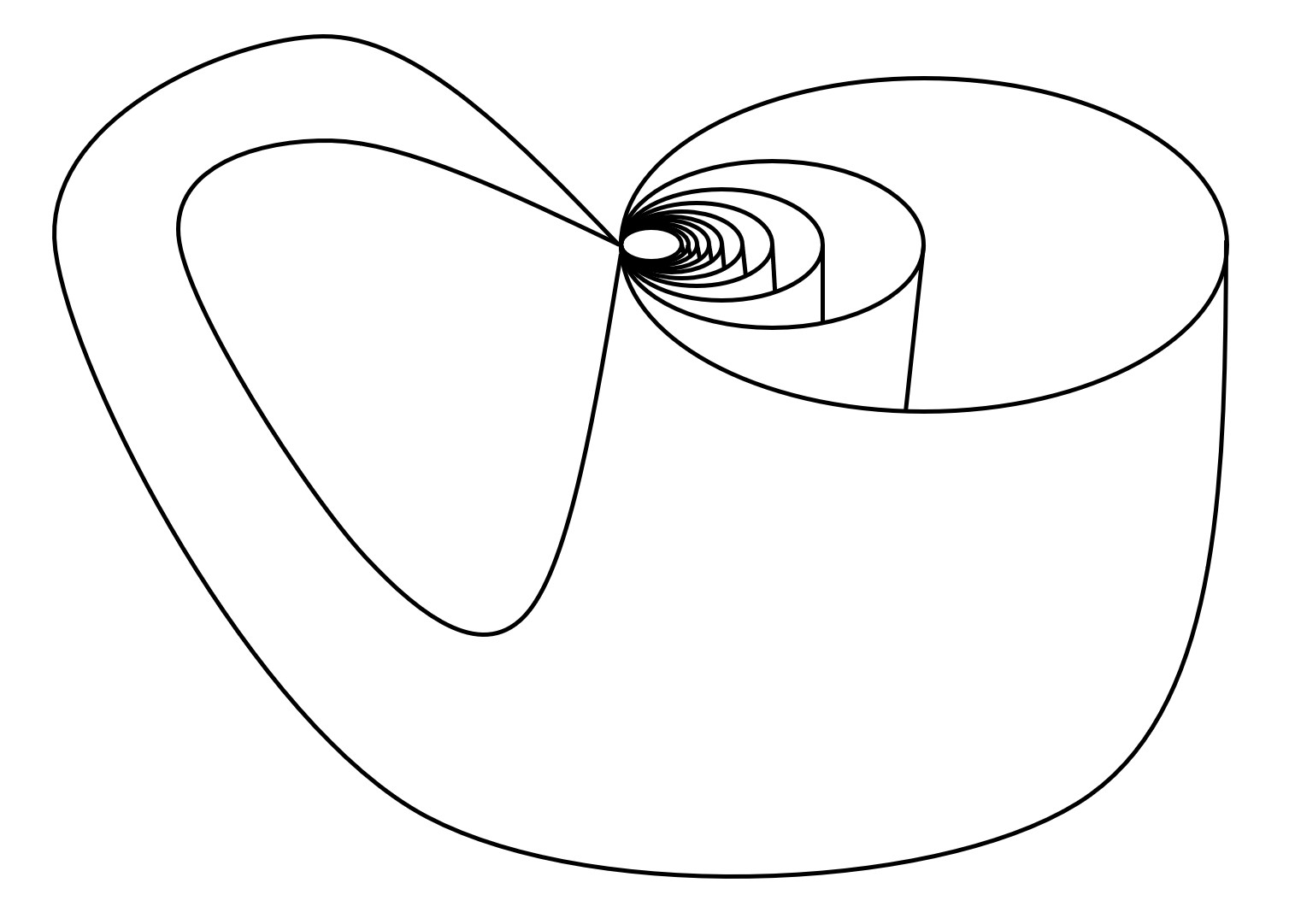
Lorsque l'on identifie la pointe du cône de la boucle d'oreille hawaïenne avec le point commun des cercles, on obtient un espace topologique vérifiant (3) mais pas (2).

Si {\displaystyle H} désigne la boucle d'oreille hawaïenne, alors le cône {\displaystyle C(H)} obtenu comme le quotient de {\displaystyle H\times [0,1]} par la relation d'équivalence engendrée par : {\displaystyle \forall x,x'\in H,(x,1)\sim (x',1)}, est un exemple d'espace topologique dont tout point admet un voisinage simplement connexe, à savoir l'espace entier et qui vérifie donc la propriété (2) ; mais il n'est pas localement simplement connexe, donc ne vérifie pas la propriété (1).
Si {\displaystyle x_{0}} désigne le point commun aux cercles formant {\displaystyle H}, alors l'espace topologique obtenu comme le quotient de {\displaystyle H\times [0,1]} par la relation d'équivalence engendrée par {\displaystyle \forall x\in H,(x_{0},0)\sim (x,1)} est un exemple d'espace topologique semi-localement simplement connexe (donc vérifiant 3) mais ne vérifiant pas la propriété (2). En effet, l'image {\displaystyle z} du point {\displaystyle (x_{0},0)} dans le quotient n'admet aucun voisinage simplement connexe. Si un voisinage {\displaystyle V} de ce point {\displaystyle z} contient l'anse de cet espace, alors il est possible d'y tracer un lacet faisant le tour de cette anse et que l'on ne puisse pas contracter en {\displaystyle z}. À l'inverse, si un voisinage {\displaystyle V} de {\displaystyle z} ne contient pas complètement cette anse, alors il est possible de tracer un lacet effectuant le tour de l'un des cercles contenus dans {\displaystyle V}, et ce dit lacet ne peut pas être contracté en {\displaystyle z} sans sortir de {\displaystyle V} car cela nécessite de faire le tour de l'anse.